# Orquestra Sinfônica de Dubrovnik
A Orquestra Sinfônica de Dubrovnik (em croata:  Dubrovački simfonijski orkestar) é uma orquestra sinfônica profissional da cidade de Dubrovnik, na Croácia. A orquestra foi fundada dia 25 de agosto de 1925 tendo o maestro polonês Tadeusz Sygietysnki como primeiro diretor musical. Ao passar dos anos, célebres maestros apresentaram-se com a orquestra, como Lovro Matačić, Zubin Mehta, Kiril Kondrašin, Ernst Marzendorfer, Henryk Szeryng, Mstislav Rostropovič, Antonio Janigro, Kyril Kondrašin, Yehudi Menuhin, David Oistrakh, Sviatoslav Richter entre outros.